# 飯塚染子
飯塚 染子（いいづか そめこ、寛文5年（1665年） - 宝永2年5月10日（1705年6月30日））は、江戸時代の女性で、甲斐甲府藩主・柳沢吉保の側室。父は飯塚正次。

## 略歴と人物像
柳沢家家臣・飯塚正次の娘として生まれたとされる。また大納言・正親町三条実久の娘と表記される場合もある（ただし実久と染子の年齢差は9歳）。
吉保生母了本院の侍女で、吉保が天和元年（1681年）に了本院を江戸へ呼び寄せた際に、侍女として従っている。染子は貞享2年（1685年）頃に吉保側室となり、貞享4年（1687年）9月3日には吉保との間に柳沢吉里が生まれている。宝永2年（1705年）、41歳で死去。墓所は東京都中野区の龍興寺。戒名は霊樹院殿月光寿心大姉。
染子は吉保と同様に学芸の素養深い人物として知られ、著作に自らの参禅修行を記録した『故紙録』があり、多くの和歌を残している。吉保は染子の没後の宝永2年8月20日に染子の和歌38首を『染子歌集』を編集している。序文によれば、吉保は元禄15年（1702年）神田橋の柳沢邸の焼失により染子の和歌も失われたため、文函に残された38首を収載したという。

## 俗説
染子は、近衛基熙の娘・熙子が京から入輿の際、侍女であった染子を柳沢吉保が秘密裏に仕留め、その後、柳沢邸を訪れた5代将軍・徳川綱吉の目に留まり、愛妾になったという説や、吉保との間に生まれた吉里は綱吉の隠し子である等、諸説ある。
しかし、実際には染子は柳沢家家臣の娘に過ぎず、大奥に上がったという記録もなく、信憑性のないものとされることが多い。こうした説話は主に『護国女太平記』が流布・訛伝されたものと考えられている。

## 登場作品

### 映画
- 旗本退屈男　謎の決闘状（1955年・東映　演：凰衣子）
- 恋山彦（1959年・東映　演：日高澄子）
- 忠臣蔵（1959年・東映　演：藤清江）
- 徳川女系図（1968年・東映　演：應蘭芳）

### テレビドラマ
- 大奥（1968年・関西テレビ　演：宮園純子）
- 男は度胸（1970年・NHK　演：藤田みどり）
- 水戸黄門（第3部） (1971年・TBS/C.A.L　演：八汐路佳子)
- 元禄太平記（1975年・NHK大河ドラマ　演：若尾文子）
- 大奥（1983年・関西テレビ　演：大空眞弓）
- 徳川風雲録 御三家の野望（1986年・テレビ東京　演：宮下順子）
- 天下の副将軍水戸光圀 徳川御三家の激闘（1992年・テレビ東京　演：今井里美）
- 八代将軍吉宗（1995年・NHK大河ドラマ　演：芦川よしみ）
- 元禄繚乱（1999年・NHK大河ドラマ　演：鈴木保奈美）
- 水戸黄門（第29部）（2001年・TBS　演：西田有希）
- 大奥〜華の乱〜（2005年・フジテレビ　演：貫地谷しほり）